# Begraafplaats van Aaigem
De Begraafplaats van Aaigem is een gemeentelijke begraafplaats in het Belgische dorp Aaigem, een deelgemeente van Erpe-Mere. De begraafplaats ligt langs de Frankrot, op 450 m ten oosten van het dorpscentrum (Sint-Niklaaskerk). De begraafplaats heeft een rechthoekige vorm met een nieuwe uitbreiding aan de oostelijke kant. Ze is door een centraal pad verdeeld in twee delen en is omgeven door een draadafsluiting en een haag. De toegang bestaat uit een dubbel hek. 

## Britse oorlogsgraven
In de zuidoostelijke hoek van de begraafplaats ligt een perk met 2 Britse gesneuvelden uit de Tweede Wereldoorlog. Het zijn de graven van sergeant Arthur Samuel Brown en pionier Leslie Gerald Parsonage. Zij sneuvelden op 18 mei 1940 tijdens de gevechten tegen het oprukkende Duitse leger.
De graven worden onderhouden door de Commonwealth War Graves Commission en zijn daar geregistreerd onder Aaigem Communal Cemetery.